# Per la felicità degli altri
Per la felicità degli altri è un mediometraggio muto italiano del 1914 diretto da Baldassarre Negroni.